# Fairview, Oklahoma
Fairview, Oklahoma là một thành phố quận lỵ quận Major tại tiểu bang Oklahoma, Hoa Kỳ. Thành phố có diện tích 18,64 km2, dân số theo điều tra dân số năm 2010 của Cục điều tra dân số Hoa Kỳ, thành phố có dân số 2579 người. 